# Otto Fabricius
Otto Fabricius, född den 6 mars 1744, död den 20 maj 1822, var en dansk grönlandsforskare, zoolog och språkvetare.
Intresserad av allt som rörde Grönland, utbildade sig Fabricius till missionär för eskimåer och verkade som sådan 1768–1773, under vilken tid han gjorde rika språkliga och zoologiska iakttagelser, som han utarbetade som kyrkoherde i Norge, i Danmark (från 1779) och slutligen i Köpenhamn från 1783. Fabricius talade flytande grönländska och utarbetade ett supplement till Hans Egedes ordbok, utgav en skrift om grammatik (1798 och 1801), en ordbok (1804), en översättning av Nya Testamentet (1794) samt flera religiösa uppbyggelse- och läroböcker på grönländska. Livligt naturvetenskapligt intresserad, utgav Fabricius 1780 Fauna grœnlandica, vari han beskrev över 100 nya djurarter, och senare ett stort antal zoologiska arbeten.
Auktorsnamnet O.Fabricius kan användas för Otto Fabricius i samband med ett vetenskapligt namn inom zoologin; se Wikipedia-artiklar som länkar till auktorsnamnet.

## Utmärkelser
- Riddare av Dannebrogorden,  1815[2]

[Redigera Wikidata]